# Iglice
Iglice [iˈɡlit͡sɛ] (tiếng Đức: Geiglitz) là một ngôi làng thuộc khu hành chính của Gmina Resko, thuộc quận Łobez, West Pomeranian Voivodeship, ở phía tây bắc Ba Lan. Nó nằm khoảng 5 kilômét (3 mi)  phía đông bắc Resko, 23 km (14 mi) phía tây bắc của Łobez và 74 km (46 mi) về phía đông bắc của thủ đô khu vực Szczecin.
Trước năm 1945, khu vực này là một phần của Đức. Đối với lịch sử của khu vực, xem Lịch sử của Pomerania.